# بونهیل
بونهیل (به انگلیسی: Bonhill) یک شهرک در اسکاتلند است که در دونبارتونشر غربی واقع شده‌است.